# ヘプタトリアコンタン
ヘプタトリアコンタン (Heptatriacontane) とは、直鎖状のアルカンの1種。炭素原子が37個、分岐することなく一列に連なっている。分子式は C37H76。